# Sattelkopf
De Sattelkopf is een 2097 meter hoge berg in de deelstaten Beieren (Duitsland) en Tirol (Oostenrijk).

## Geografie
De Sattelkopf maakt deel uit van de Allgäuer Alpen. Ten noorden van de berg bevindt zich de Roßkopf en ten zuiden ligt de Lärchwand. In het oosten ligt de Schänzlekopf en in het westen bevindt zich de Oberschrattenberg. De Sattelkopf maakt deel uit van de bergkam Rauhhornzug.